# 이천서씨 묘
이천서씨 묘는 경기도 고양시 덕양구 도내동에 있다. 2009년 8월 31일 고양시의 향토문화재 제53호로 지정되었다.

## 개요
조선조 초기의 인물인 이천서씨의 묘소로 독특한 모양의 육각 둘레석 등 독특한 구조를 유지하고 있다.